# Pantaló de muntar

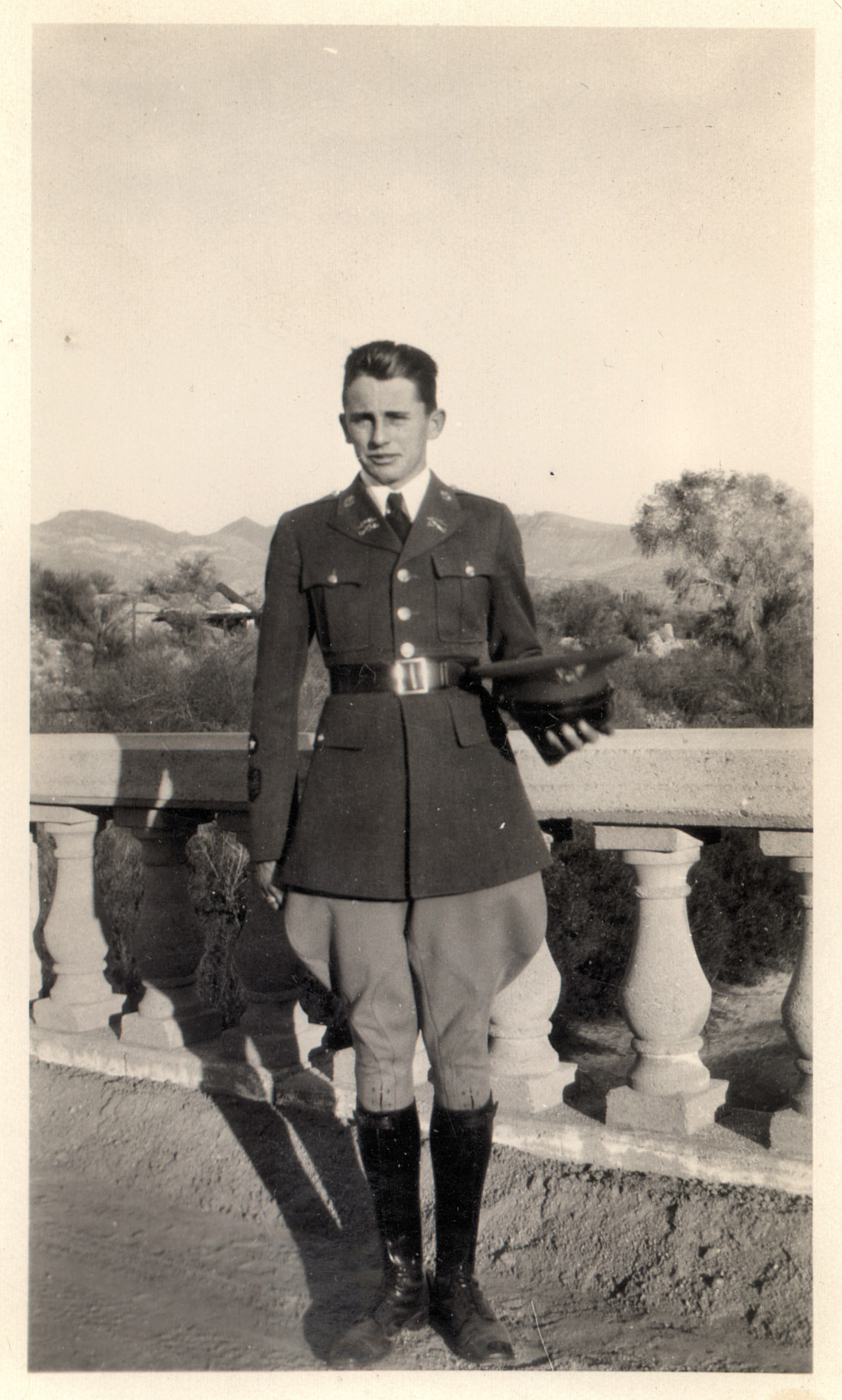
Militar (vers 1930) amb pantalons de muntar eixamplats de cuixes i arrapats dels genolls avall, combinats amb polaines

Pantaló de muntar (terme usat generalment en plural: pantalons de muntar) és el nom que s'aplica genèricament a qualsevol pantaló dissenyat específicament per a muntar a cavall. La morfologia del pantaló de muntar ha anat variant al llarg del temps, i se'n poden discernir tres grans tripus successius.
Alhora, el terme pantaló de muntar, usat sense més especificacions, designa, per antonomàsia, un model estilístic de pantaló ben concret: el pantaló de muntar amb bosses laterals (eixamplat de cuixes), típic de la primera meitat del segle xx.

## Els pantalons de muntar tradicionals
Tradicionalment els pantalons de muntar eren del mateix tipus que els de vestir, però dotats de reforços de pell a l'engonal, a les natges i a la banda interior de les cames. Alternativament podien ésser tots de pell, o bé combinar els pantalons de vestir amb un sobrepantaló protectiu.
Un problema persistent en aquest tipus de pantalons de muntar era que, essent relativament ajustats al cos, la pressió sobre les cuixes feia perillar les costures d'esfilar-se. Això conegué una primera solució amb el pantaló de muntar "de bosses".

## Els pantalons de muntar per excel·lència ("de bossa" o eixamplats de cuixes)
El pantaló de muntar per antonomàsia es caracteritza sobretot perquè els costats exteriors dels camals fan un eixamplament corbat, en forma de bossa, a l'alçada de les cuixes, amb l'objectiu de prevenir que s'esfilagarsin les costures; en canvi, més avall dels genolls els camals s'ajusten molt al cos. Quant a la llargada, pot arribar fins als turmells (pantaló o, més sovint, atès l'arrapament inferior, pantaló-calçó), o bé fins a mig panxell (calçó). En cada camal, més avall del genoll hi ha un tall o obertura vertical que s'ajusta mitjançant cordó (passat per ullets), a la manera del calçat, o bé mitjançant botons (botonats en traus), a la manera de tantes peces de roba. No és rar que els baixos afegeixin traves per a passar-hi el peu. El disseny està pensat per a combinar el pantaló amb botes altes (botes de muntar), o bé amb botines i polaines o benes. Per descomptat, va reforçat a l'engonal, entre les cames i a les natges.
Aquest model de pantaló de muntar sorgí entorn de 1890 entre els jugadors de polo britànics del Rajasthan, com a estilització del charidar, pantaló tradicional de l'Índia septentrional; el disseny concret s'atribueix a Pratap Singh. Pels volts de 1897 ja era produït pels millors sastres de Londres. Com a nou article de moda masculina anglesa, el pantaló de muntar "de bossa" o eixamplat es generalitzà de seguida arreu i substituí tots els tipus preexistents; seria, universalment, la forma antonomàstica de pantaló de muntar durant una seixantena d'anys. A banda d'ésser considerat pràctic, constituïa un símbol d'elegància i modernitat. Es feia servir en equitació i en la caça a cavall. També l'usaven els exploradors i caçadors d'Àfrica; ha esdevingut tota una icona el caçador (sobretot anglès) que va de safari vestit amb salacot, camisa o sahariana, pantalons de muntar "de bossa" i botes altes. A partir dels anys vint també l'adoptaren les dones, quan caigué en desús la munta a l'amazona amb faldilla llarga.
El pantaló de muntar "de bossa" tingué un paper molt important en la uniformologia militar de la primera meitat del segle xx. El 1902, amb l'adopció de l'uniforme únic caqui (service dress), esdevingué el pantaló reglamentari de tota l'oficialitat britànica, que el duia amb botes altes o bé, en el cas de cossos desmuntats, amb botines i polaines. Molts altres exèrcits imitaren la iniciativa, de manera que entorn de 1910 el pantaló de muntar eixamplat de cuixes havia esdevingut característic de l'oficialitat de la immensa majoria d'exèrcits del món, així com de la tropa de cavalleria. Es poden reconèixer diverses escoles estilístiques en aquests pantalons de muntar d'oficial: l'estil britànic (el més imitat internacionalment) probablement era el més equilibrat; els d'estil alemany (inaugurats el 1910, amb el nou uniforme feldgrau d'oficial) eren més bufats, com succeiria, progressivament, amb els soviètics; emperò, no ho eren pas tant com ho serien els italians a partir de la riforma Baistrocchi (1933/34), en què l'eixamplament era tan pronunciat que denotava un aire de família amb els calçons bombatxos de la tropa adoptats alhora.
També entorn de 1910 molts exèrcits, si no la majoria, anaren substituint els pantalons rectes de la tropa desmuntada per pantalons "d'estil de muntar", una imitació del pantaló de muntar, només que mancat de reforços; segons els casos, podia ser pantaló, pantaló-calçó o calçó, i acostumava de dur-se amb botines, combinades amb benes. En la versió de pantaló-calçó, la part inferior i arrapada dels camals podia imitar la polaina (a la manera que vèiem més amunt), i llavors hom parla de pantaló-polaina, el qual es duia sobre botines i estalviava més combinacions.
El pantaló de muntar combinat amb botes altes fou característic, així mateix, de les milícies feixistes d'entreguerres, començant per Itàlia i Alemanya; l'adoptaren, precisament, a conseqüència de les connotacions militars que havia pres la peça (de la mateixa manera que adoptaren el cinturó Sam Browne).
A partir de la segona postguerra mundial l'ús militar del pantaló de muntar caigué en dessús, substituït per pantalons llargs de vestir per a passeig i per pantalons multibutxaca per a diari i campanya. Se n'exceptua l'exèrcit soviètic, que conservà els pantalons de muntar per a campanya per a tots els graus fins al reglament de 1988 (i els de diari fins al reglament de 1969).
Per analogia, els pantalons de muntar també foren habituals entre la policia motoritzada de nombrosos estats, fins als anys setanta.
Entorn de 1960, mercès als nous teixits elàstics artificials, sorgiren nous models de pantaló de muntar rectes i arrapats, més pràctics i còmodes, i, probablement, més d'acord amb l'estètica del període; això comportà la fi de l'era del pantaló de muntar eixamplat de cuixes.

## Els pantalons de muntar actuals (o ajustats)

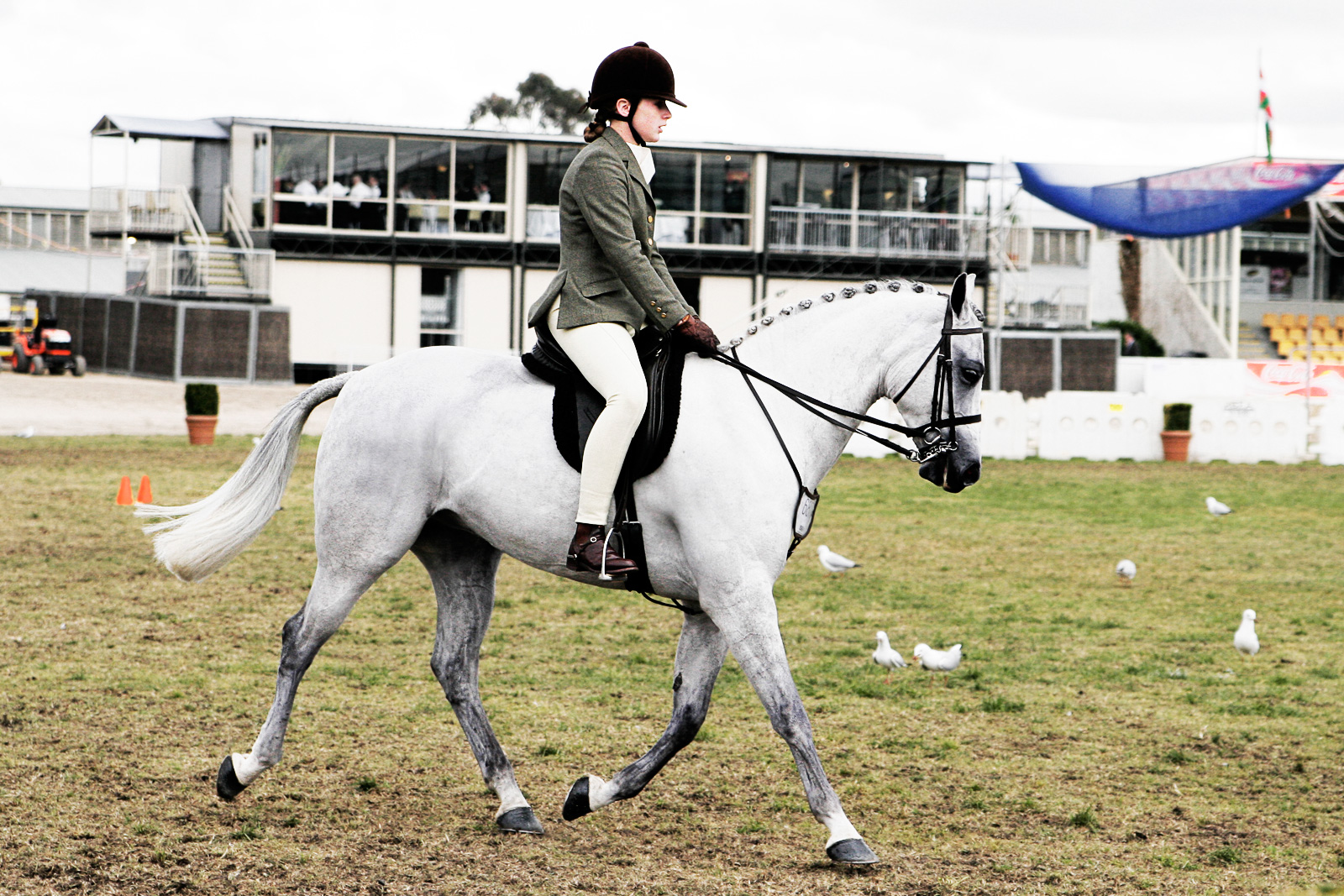
Amazona amb pantalons de muntar ajustats de tipus actual, combinats amb botines

El pantaló de muntar actual és de material elàstic, tall recte i ajustat al cos, i llarg fins als turmells; es combina amb botines o, fins i tot, amb sabates. Sovint té costures gruixudes, així com els reforços consabuts. Generalment és de color blanc, gris clar o de tons caquis.
En diversos períodes el pantaló de muntar de tipus actual (o imitacions seves sense reforç) s'ha posat de moda com a pantaló de carrer, sobretot per a dona; combina la comoditat i sensualitat de les malles amb la presència del pantaló de vestir.

## Nota
1. ↑  En aquest darrer cas es parla pròpiament de calçons de muntar, tot i que per ús consagrat es tendeix a dir pantaló de muntar amb independència de la llargada.